# Renovación Democrática
Renovación Democrática (en francés: Renouveau Démocratique) es un partido político de Mauritania fundado en octubre de 2005 tras el golpe de Estado de agosto de ese año. Su líder es Moustapha Ould Abderrahmane. En su declaración de principios manifiesta la defensa de la democracia, la libertad, el respeto las opiniones de los demás, el diálogo y la separación de poderes.
En las elecciones parlamentarias de 2006 obtuvo dos escaños en la Asamblea Nacional. Después formó coalición electoral (sin perder su independencia) con la Alianza por la Justicia y la Democracia, formando la Alianza por la Justicia y la Democracia / Movimiento por la Renovación liderado por Ibrahima Moctar Sarr. Tras el golpe de Estado de 2008 que depuso al Presidente electo Sidi Uld Cheij Abdallahi, apoyó a la Junta militar creada.